# Ignifugazione

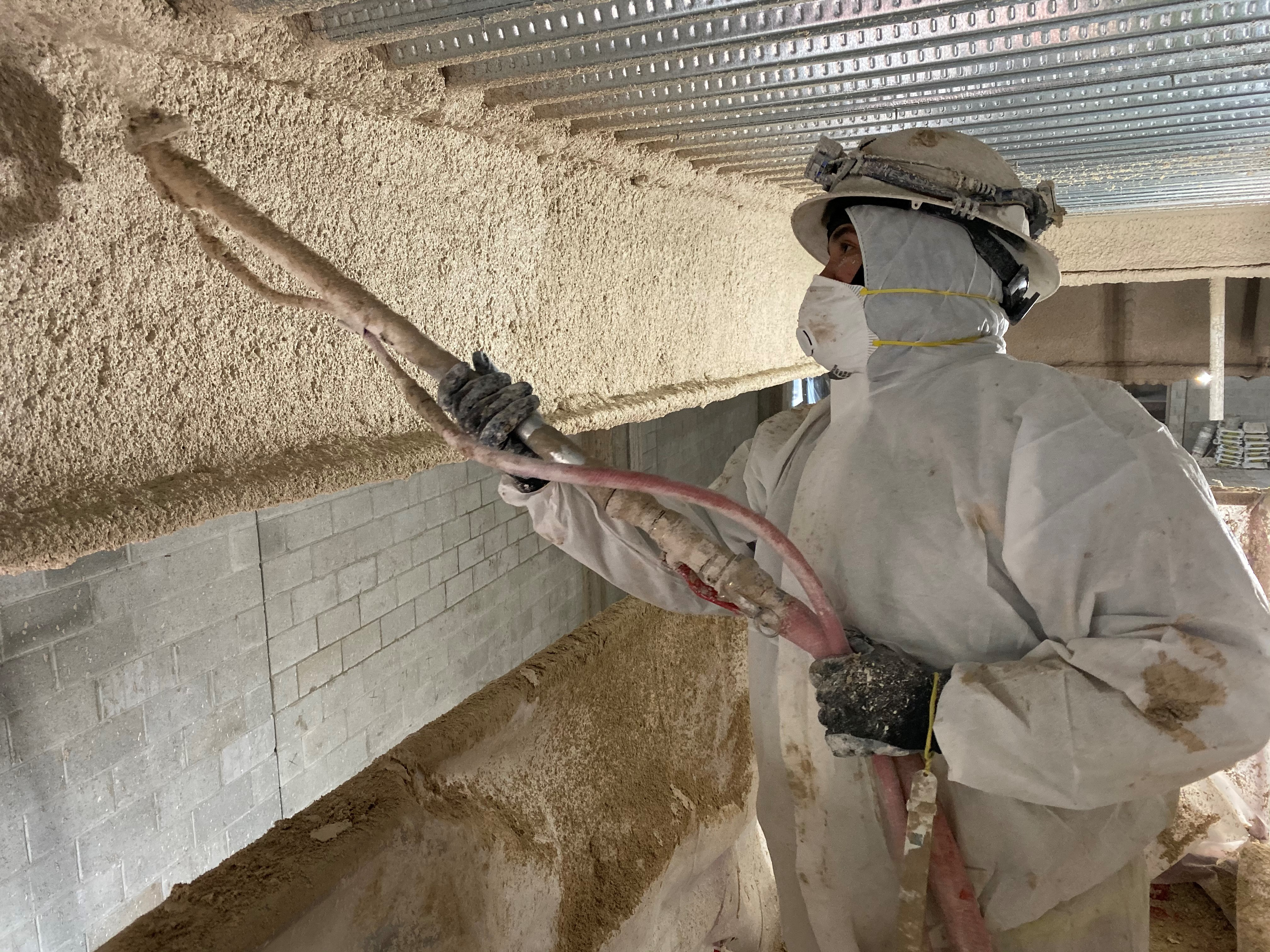
Ignifugazione tramite applicazione di materiale ignifugo con base cementizia.

L'ignifugazione è il trattamento al quale viene sottoposto un materiale per ridurre o ritardare la combustione. Viene effettuato generalmente su materiali facilmente infiammabili come la stoffa e il legno.
Esempi di ignifugazione sono la "verniciatura" (trattamento superficiale), con apposite componenti che impediscono o ritardano l'accesso dell'aria, e l'"imbibizione" (trattamento molecolare) di un agente ignifugo. In quest'ultimo caso, si fa uso di determinate sostanze come il cloruro di ammonio, il solfato di ammonio, i fosfati fusibili, il bromo, l'antimonio e i borati. Taluni, sotto l'azione del calore, sviluppano gas, come l'anidride carbonica, l'anidride solforica e l'ammoniaca, che hanno la proprietà di soffocare le fiamme. Altri, fondendo, vetrificano il materiale innalzandone la temperatura di combustione.
Gli agenti e le sostanze utilizzate per l'ignifugazione sono codificate dalla legge. Il trattamento deve essere correlato da un certificato ed è soggetto a scadenza, dovuta al deterioramento delle sostanze utilizzate o del materiale ignifugato e alle condizioni di utilizzo.

## Reazione al fuoco
Un materiale può essere completamente ignifugo, cioè completamente incombustibile: in questo caso si definisce di "classe di reazione al fuoco 0"; oppure parzialmente ignifugo e in questo caso si definisce di classe di reazione al fuoco 1, 2, 3, 4, 5. Vale a dire che all'aumento della classe corrisponde una maggior facilità nello sviluppo della combustione. La legge definisce una serie di prove a carico del produttore, dove vengono misurati infiammabilità, velocità di propagazione della fiamma, gocciolamento di materiale fuso e post-incandescenza. I risultati ottenuti definiscono le 6 classi di reazione al fuoco del materiale.